# Hongqipao Shuiku
Hongqipao Shuiku (kinesiska: 红旗泡水库) är en reservoar i Kina. Den ligger i provinsen Heilongjiang, i den nordöstra delen av landet, omkring 150 kilometer nordväst om provinshuvudstaden Harbin. Hongqipao Shuiku ligger 144 meter över havet. Arean är 26,4 kvadratkilometer. Trakten runt Hongqipao Shuiku består i huvudsak av gräsmarker. Den sträcker sig 6,4 kilometer i nord-sydlig riktning, och 6,6 kilometer i öst-västlig riktning.
Genomsnittlig årsnederbörd är 890 millimeter. Den regnigaste månaden är juli, med i genomsnitt 203 mm nederbörd, och den torraste är januari, med 4 mm nederbörd.